# Хобза
Хо́бза (Хопс, Копс) — река в России, протекает по территории Крымского района Краснодарского края. Ныне впадает в Варнавинский сбросной канал (ранее впадала в Адагум). Длина реки — 12 км, площадь водосборного бассейна — 34,3 км².

## Этимология
Название имеет адыгейские корни (по мнению большинства исследователей, от адыг. къопс — «Кабанья река» или шапсугского диалекта адыг. хъопс — «Красивая река»).

## Данные водного реестра
По данным государственного водного реестра России относится к Кубанскому бассейновому округу, водохозяйственный участок реки — Варнавинский Сбросной канал. Речной бассейн реки — Кубань.
Код объекта в государственном водном реестре — 06020002012108100006177.